# گرش بودکر
گرش بودکر (انگلیسی: Gersh Budker؛ زاده ۱ مه ۱۹۱۸ درگذشته ۴ ژوئیه ۱۹۷۷) یک دانشمند در زمینه فیزیک‌دان اهل روسیهn  بود.